# MW Геркулеса
MW Геркулеса (лат. MW Herculis) — одиночная переменная звезда в созвездии Геркулеса на расстоянии (вычисленном из значения параллакса) приблизительно 2890 световых лет (около 886 парсек) от Солнца. Видимая звёздная величина звезды — от менее +16m до +12,4m.
Открыта Фрэнком Россом в 1927 году.

## Характеристики
MW Геркулеса — красный гигант, пульсирующая переменная звезда, мирида (M) спектрального класса M8-M9, или M8-M9III, или M8III, или M8, или M9e, или M9*, или M9,8, или M10. Эффективная температура — около 3281 K.